# Urucka lista królów
Urucka lista królów – dzieło piśmiennictwa babilońskiego wymieniające imiona i długość panowania królów rządzących Babilonią. 
Lista ta umieszczona jest na odnalezionym w Uruk fragmencie małej glinianej tabliczki. Zachowany fragment na stronie przedniej wymienia władców od Kandalanu (647–627 p.n.e.) do Dariusza I (521–486 p.n.e.), a na stronie tylnej władców od Dariusza III (336–330 p.n.e.) do Seleukosa II (246–226 p.n.e.). Pismo jest późnobabilońskie, a sama tabliczka powstać musiała w jakiś czas po panowaniu Seleukosa II. Wraz z Babilońską listą królów okresu hellenistycznego stanowi ważne źródło wiedzy dla historyków rekonstruujących chronologię Babilonii w okresie od końca IV do połowy II w. p.n.e.
Tabliczka z Urucką listą królów (IM 65066), o ile nie została skradziona w trakcie grabieży w kwietniu 2003 roku, wciąż powinna znajdować się w zbiorach irackiego Muzeum Narodowego w Bagdadzie.
| Transliteracja tekstu klinowego (strona przednia) | Tłumaczenie (strona przednia) |
| --- | --- |
| (tekst zniszczony) (1) /MU 21\ [mAššur-bāni-apli] (2) šá-niš /m\[Šamaš-šuma-ukīn] (3) MU 21 mK[an-da]-la-an (4) MU 1 mdSîn2-šumu-līšir2 (5) u mdSîn2-šarra--iš-ku-un (6) MU 21 mdNabû-apla-ușur (7) [M]U 43 mdNabû-kudurrī-ușur (8) [M]U 2 mAmīl-dMarduk (9) [MU] /3\ 8 ITI mdNergal2-šarra-ușur (10) [...] 3 ITI mLa-ba-ši-dMarduk (11) [MU] /17?\ mdNabû-nā'id (12) [MU x] [mK]ur-raš (13) [MU x} [mKambu-z]i-i (14) [MU x] [mDaria-m]uš (tekst zniszczony) | (tekst zniszczony) (1) Aszurbanipal? (panował) 21? lat (2) Szamasz-szuma-ukin? (panował) w tym samym czasie (3) Kandalanu (panował) 21 lat (4–5) Sin-szumu-liszir i Sin-szarra-iszkun (panowali) 1 rok (6) Nabu-apla-usur (panował) 21 lat (7) Nabuchodonozor II (panował) 43 lata (8) Amel-Marduk (panował) 2 lata (9) Nergal-szarra-usur (panował) 3 lata i 8 miesięcy (10) Labaszi-Marduk (panował) [...] i 3 miesiące (11) Nabonid (panował) 17? lat (12) Cyrus II (panował) x lat (13) Kambyzes II (panował) x lat (14) Dariusz I (panował) x lat (tekst zniszczony) |
| Transliteracja tekstu klinowego (strona tylna) | Tłumaczenie (strona tylna) |
| (tekst zniszczony) (1) [š]u(?)-[m]u šá-nu-ú mNi-din-dB[ēl(?)] (2) [M]U 5 mDa-ra-a-mu[š] (3) MU 7? mA-lik-sa-an-dar (4) MU 6 mPi-il-ip-su (5) MU 6 mAt-tu-gu-un (6) MU 31 mSi-lu-ku (7) MU 22 mAn-ti-'u-ku-su (8) MU 15 mAn-ti-'u-ku-su (9) [MU] /20\ mSi-lu-k[u] (tekst zniszczony) | (tekst zniszczony) (1) ... którego drugie imię? to Nidin-Bel (2) Dariusz III (panował) 5 lat (3) Aleksander III (panował) 7? lat (4) Filip III (panował) 6 lat (5) Antygon I (panował) 6 lat (6) Seleukos I (panował) 31 lat (7) Antioch I (panował) 22 lata (8) Antioch II (panował) 15 lat (9) Seleukos II (panował) 20? lat (tekst zniszczony) |